# Powiat Starnberg
Powiat Starnberg (niem. Landkreis Starnberg) – powiat w Niemczech, w kraju związkowym Bawaria, w rejencji Górna Bawaria, w regionie Monachium.
Siedzibą powiatu Starnberg jest miasto Starnberg.

## Podział administracyjny
W skład powiatu Starnberg wchodzi:
- jedna gmina miejska (Stadt)
- trzynaście gmin wiejskich (Gemeinde)
- jeden obszar wolny administracyjnie (gemeindefreies Gebiet)

Miasta:
| Lp. | Nazwa miasta | Ludność (31.12.2011) | Powierzchnia km² |
| --- | ------------ | -------------------- | ---------------- |
| 1   | Starnberg    | 23.354               | 61,77            |

Gminy wiejskie:
| Lp. | Nazwa gminy            | Ludność (31.12.2011) | Powierzchnia km² |
| --- | ---------------------- | -------------------- | ---------------- |
| 1   | Andechs                | 3.299                | 40,44            |
| 2   | Berg                   | 8.172                | 36,63            |
| 3   | Feldafing              | 4.376                | 9,15             |
| 4   | Gauting                | 20.201               | 50,38            |
| 5   | Gilching               | 17.710               | 31,49            |
| 6   | Herrsching am Ammersee | 10.198               | 20,88            |
| 7   | Inning am Ammersee     | 4.372                | 24,43            |
| 8   | Krailling              | 7.621                | 16,00            |
| 9   | Pöcking                | 5.643                | 20,96            |
| 10  | Seefeld                | 7.009                | 34,87            |
| 11  | Tutzing                | 9.466                | 35,63            |
| 12  | Weßling                | 5.215                | 22,60            |
| 13  | Wörthsee               | 4.892                | 20,42            |

Obszary wolne administracyjnie:
| Lp. | Nazwa obszaru   | Ludność (31.12.2011) | Powierzchnia km² |
| --- | --------------- | -------------------- | ---------------- |
| 1   | Starnberger See | niezamieszkany       | 57,16            |

## Demografia
Dane o ludności z 31 grudnia 2008:
| Opis                                | Ogółem  | Ogółem | Kobiety | Kobiety | Mężczyźni | Mężczyźni |
| ----------------------------------- | ------- | ------ | ------- | ------- | --------- | --------- |
| Jednostka                           | osób    | %      | osób    | %       | osób      | %         |
| Populacja                           | 129 861 | 100    | 67 760  | 52,18   | 62 101    | 47,82     |
| Wiek przedprodukcyjny (0–17 lat)    | 23 808  | 18,33  | 11 460  | 8,82    | 12 348    | 9,51      |
| Wiek produkcyjny (18–65 lat)        | 78 001  | 60,06  | 40 594  | 31,26   | 37 407    | 28,81     |
| Wiek poprodukcyjny (powyżej 65 lat) | 28 052  | 21,6   | 15 706  | 12,09   | 12 346    | 9,51      |

## Polityka

### Landrat[2]
- od 1 maja 2008: Karl Roth; CSU
- 1 maja 1996 – 30 kwietnia 2008: Heinrich Frey; CSU
- 19 czerwca 1969 – 30 kwietnia 1996: dr Rudolf Widmann; FDP
- 4 czerwca 1948 – 5 kwietnia 1969: dr Max Irlinger; bezpartyjny
- 22 października 1945 – 1 czerwca  1948: dr Erckhinger von Schwerin
- 9 maja 1945 – 21 października 1945: Martin Dresse
- 22 listopada 1944 – 8 maja 1945: dr Max Irlinger
- 2 stycznia 1944 – 21 listopada 1944: Rudolf Kerler
- 15 stycznia 1943 – 31 grudnia 1943: dr Theobald Graf Khuen
- 20 czerwca 1942 – 15 stycznia 1943: dr Max Irlinger
- Bezirksamtmänner:
  - 15 grudnia 1933 – 20 czerwca 1942: Albert Hastreiter (od 1939 Landrat)
  - 1 kwietnia 1933 – 14 grudnia 1933: Dr. Johann Mang
  - 1 września 1925 – 3 marca 1933: Eduard Weiß
  - 1 października 1905 – 31 sierpnia 1925: Wilhelm Freiherr von Stengel
  - 2 października 1902 – 30 września 1905: Siegmund von Hartlieb-Wallsporn

### Kreistag
|                          |                          | 2002   | 2002    | 2002   | 2008   | 2008   | 2008   |
| miejsca                  | %                        | głosy  | miejsca | %      | głosy  |        |        |
| ------------------------ | ------------------------ | ------ | ------- | ------ | ------ | ------ | ------ |
|                          | CSU                      | 28     | 45,3%   | 26 785 | 23     | 38,3%  | 23 102 |
|                          | SPD                      | 11     | 17,3%   | 10 258 | 9      | 15,7%  | 9 440  |
|                          | Zieloni                  | 6      | 9,8%    | 5 800  | 10     | 15,8%  | 9 500  |
|                          | FW                       | 7      | 12,1%   | 7 143  | 9      | 15,4%  | 9 266  |
|                          | ödp/PF                   | 2      | 3,3%    | 1 948  | 2      | 3,6%   | 2 183  |
|                          | FDP                      | –      | –       | –      | 7      | 11,3%  | 6 790  |
|                          | PFW                      | 2      | 4,7%    | 2 779  | –      | –      | –      |
|                          | REP                      | 2      | 3,2%    | 3 507  | -      | -      | -      |
|                          | FDP/PF                   | 4      | 7,5%    | 4 463  | –      | –      | –      |
|                          |                          | 60     | 100%    | 59 176 | 60     | 100%   | 60 281 |
| uprawnieni do głosowania | uprawnieni do głosowania | 95 473 | 95 473  | 95 473 | 98 804 | 98 804 | 98 804 |
| głosy ważne              | głosy ważne              | 59 176 | 59 176  | 59 176 | 60 281 | 60 281 | 60 281 |
| głosy nieważne           | głosy nieważne           | 1 668  | 1 668   | 1 668  | 2 063  | 2 063  | 2 063  |
| frekwencja               | frekwencja               | 63,7%  | 63,7%   | 63,7%  | 63,1%  | 63,1%  | 63,1%  |

## Współpraca
Powiaty partnerskie:
- powiat Bad Dürkheim, Nadrenia-Palatynat, od 1982
- Nowe Tajpej, Tajwan